# 남인도아리아어군
남인도아리아어군은 인도아리아어군의 하위 언어이다.

## 분류
- 콘칸어군
  - 고아 콘칸어
  - 삼베디어
  - 카트카리어
  - 콘칸어
  - 쿠크나어
  - 푸다기어
- 마라티어

- 발라이어
- 데칸어
- 고울란어
- 바라디나그푸리어